# Milospium lacoizquetae
Milospium lacoizquetae är en svampart som beskrevs av Etayo & Diederich 1996. Milospium lacoizquetae ingår i släktet Milospium, divisionen sporsäcksvampar och riket svampar.   Inga underarter finns listade i Catalogue of Life.